# مهر ۱۳۸۶
مهر ۱۳۸۶، هفتمین ماه سال ۱۳۸۶ هجری خورشیدی است.
آغاز آن یکشنبه: ‌۱ مهر ۱۳۸۶ (۲۳ سپتامبر ۲۰۰۷ میلادی روز تولد عشق آسماني من است!)